# 뜨거운 손 현상
뜨거운 손 현상은 인지사회적 편향으로 간주되는 현상으로 과거의 성공을 이유로 앞으로의 도전에서 성공할 가능성이 더 높다고 믿는 편향이다.
이 개념은 농구에서 기원하는 능력 기반의 업무에 종종 적용되는데, 이전의 시도들이 성공적인 경우 슛을 하는 선수가 슛을 더 잘 넣을 수 있게 된다는 것으로, 여기서 "뜨거운 손"이라는 용어를 가지게 되었다.

## 같이 보기
- 아포페니아
- 도박사의 오류
- 게임 이론
- 푸아송 분포
- 확률